# LML Star

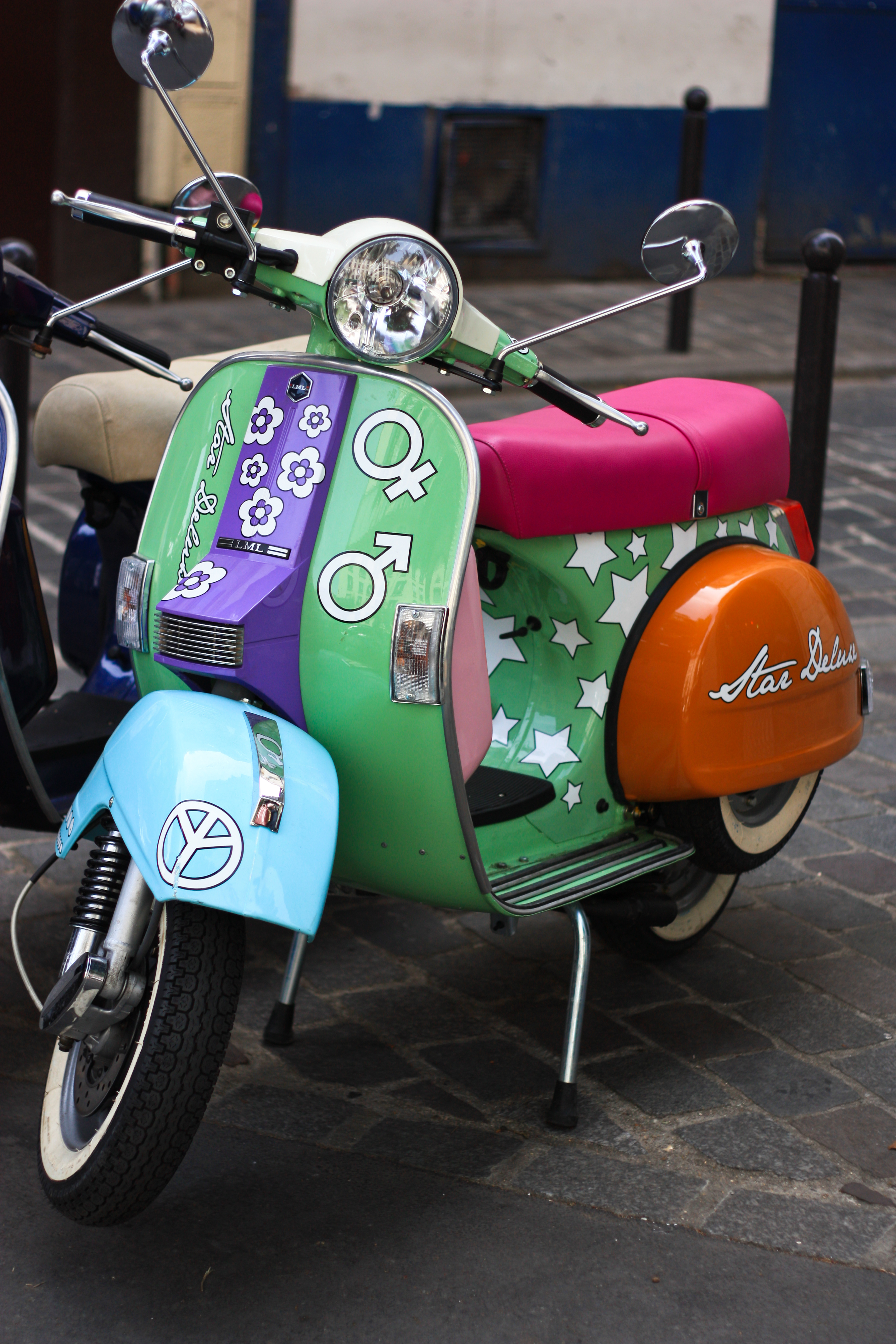
Star 125 4T Deluxe

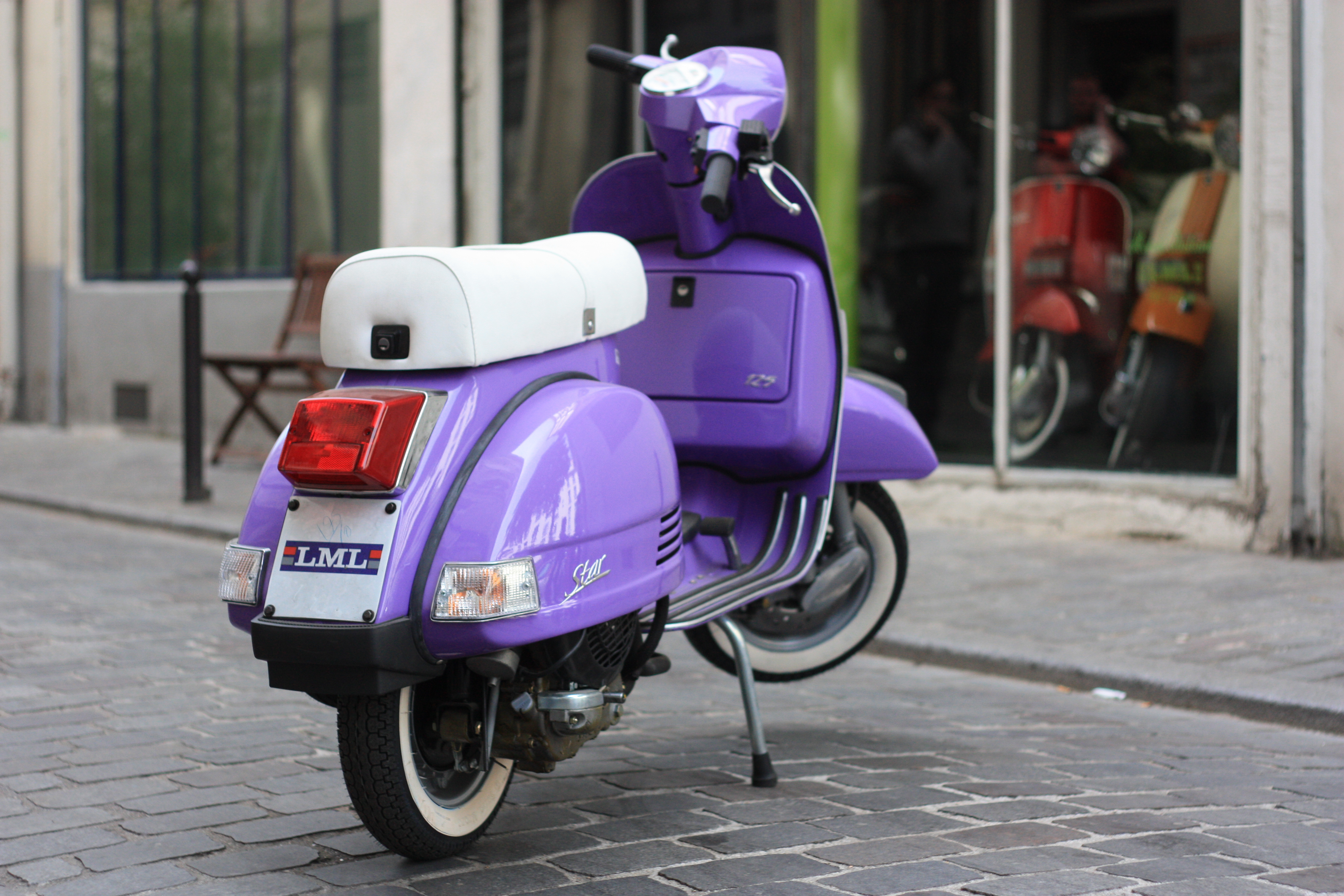
Heckansicht Star 125 4T

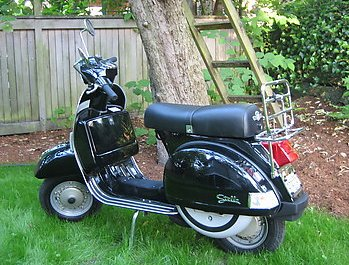
Ersatzrad unter der linken Seitenabdeckung bei einer LML Stella 150 2T

Der LML Star ist ein von LML (Lohia Machinery Limited) in Indien unter Lizenz von Piaggio hergestellter Motorroller, der dem Vorbild der Vespa PX gleicht. Der Roller unterscheidet sich von der Vespa PX in erster Linie durch die Viertaktmotoren in den meisten Modellen.

## Bezeichnung
Der Roller war in seiner Ursprungsversion von 1986 bis 1994 als LML NV geläufig. Nach erfolgreicher Weiterentwicklung seit 1995 erschien 1997 erstmals ein LML Star-Modell. Dies ist auch heute die Verkaufsbezeichnung für den europäischen Markt. In Nordamerika und Thailand tragen die Rollermodelle die Verkaufsbezeichnung LML Stella, im Vereinigten Königreich LML Via Toscana und in Neuseeland LML Bella Donna. In Delhi und Ghaziabad wird der modernisierte NV-Roller mit Viertaktmotor heute als LML Speedy verkauft.

## Modellübersicht
Es stehen verschiedene Motoren zur Auswahl. Alle neueren Modelle haben vorne eine Scheibenbremse und hinten eine Trommelbremse. Das Stahlblechchassis unterscheidet sich zwischen der 200-cm3-Version und den kleineren Modellen mit 125 cm3 oder 150 cm3 bzw. 151 cm3.
Der erste Star erschien 1995, damals noch mit 110 cm3 noch in Kooperation mit Piaggio. 1996 folgte das 125-cm3-Modell, ein Jahr später die erste 150-cm3-Variante. Nachdem Piaggio seine Unternehmensanteile Ende 1999 an LML verkaufte, behielt LML die Rechte an den bis dato übertragenen Rollerkonstruktionen und entwickelte die Modellreihe weiter.
Mit der Werksschließung im Februar 2006 wurde die Produktion der LML Star zunächst eingestellt. Nach der Wiedereröffnung im März 2008 konzentrierte sich das Unternehmen zunächst auf die Produktion der erfolgreichen Star-Modelle, insbesondere für den Export. Vor allem der Einbau von Viertaktmotoren machte die Fahrzeuge auch im Ausland interessant.
Seit 2013 wird die Star 125 4T Automatica mit stufenlosem, automatischen Keilriemengetriebe vertrieben. Das Getriebe ist eine Eigenentwicklung des italienischen Zulieferers Adler S.p.A. Motor und Getriebe sitzen bei diesen Versionen hinten links, sodass anders als bei den Schaltgetriebeversionen kein Ersatzrad unter der hinteren linken Radabdeckung mitgeführt werden kann.
Die im Februar 2014 in Indien angebotene Star 150 4T Automatica ist gegenwärtig (Stand Mai 2014) nicht über den offiziellen deutschen Vertrieb erhältlich.
Die Produktion einer LML Star mit einem 250 cm3-Motor wird in Erwägung gezogen.
|                                    | Star 125 2T                                | Star 150 2T                                | Star 125 4T                                | Star 150 4T                                | Star 200 4T                                | Star 125 4T Automatica                     | Star 150 4T Automatica                     |
| ---------------------------------- | ------------------------------------------ | ------------------------------------------ | ------------------------------------------ | ------------------------------------------ | ------------------------------------------ | ------------------------------------------ | ------------------------------------------ |
| Motorbauart                        | gebläsegekühlter Einzylinder-Zweitaktmotor | gebläsegekühlter Einzylinder-Zweitaktmotor | gebläsegekühlter Einzylinder-Viertaktmotor | gebläsegekühlter Einzylinder-Viertaktmotor | gebläsegekühlter Einzylinder-Viertaktmotor | gebläsegekühlter Einzylinder-Viertaktmotor | gebläsegekühlter Einzylinder-Viertaktmotor |
| Schmierung                         | Frischölschmierung                         | Frischölschmierung                         | Druckumlaufschmierung                      | Druckumlaufschmierung                      | Druckumlaufschmierung                      | Druckumlaufschmierung                      | Druckumlaufschmierung                      |
| Hubraum                            | 125 cm³                                    | 150 cm³                                    | 125 cm³                                    | 150 cm³                                    | 199,9 cm³                                  | 125 cm³                                    | 150 cm³                                    |
| max. Leistung in kW (PS) bei 1/min | 4,9 kW (6,7 PS) 5500                       | 5,8 kW (8 PS) 5250                         | 6 kW (8,2 PS) 6250                         | 7 kW (10 PS) ?                             | 8,7 kW (11,8 PS) 6250                      | 6,8 kW (9,25 PS) 8000                      | 7 kW (10 PS) ?                             |
| max. Drehmoment in Nm bei 1/min    | 9,5 4000                                   | 12,0 3500                                  | 9,8 5500                                   | ?                                          | 14,3 4500                                  | 8,7 6000                                   | 11,5 3500                                  |
| Getriebeart                        | 4-Gang Handschaltung                       | 4-Gang Handschaltung                       | 4-Gang Handschaltung                       | 4-Gang Handschaltung                       | 4-Gang Handschaltung                       | stufenlose Keilriemenautomatik             | stufenlose Keilriemenautomatik             |
| Höchstgeschwindigkeit              | 80 km/h                                    | 85 km/h                                    | 83 km/h                                    | 90 km/h                                    | 100 km/h                                   | 92 km/h                                    | 90 km/h                                    |
| Tankinhalt                         | 8l                                         | 8l                                         | 5,5l                                       | 5,5l                                       | 5,5l                                       | 7l                                         | 5,5l                                       |
| Eigengewicht (fahrbereit)          | 109 kg                                     | 109 kg                                     | 116 kg                                     | 121 kg                                     | 122 kg                                     | 112 kg                                     | 118 kg                                     |
| Abgasnorm                          | Euro 3                                     | Euro 3                                     | Euro 3                                     | Euro 3                                     | Euro 3                                     | Euro 3                                     | Euro 3                                     |

## Sonstiges

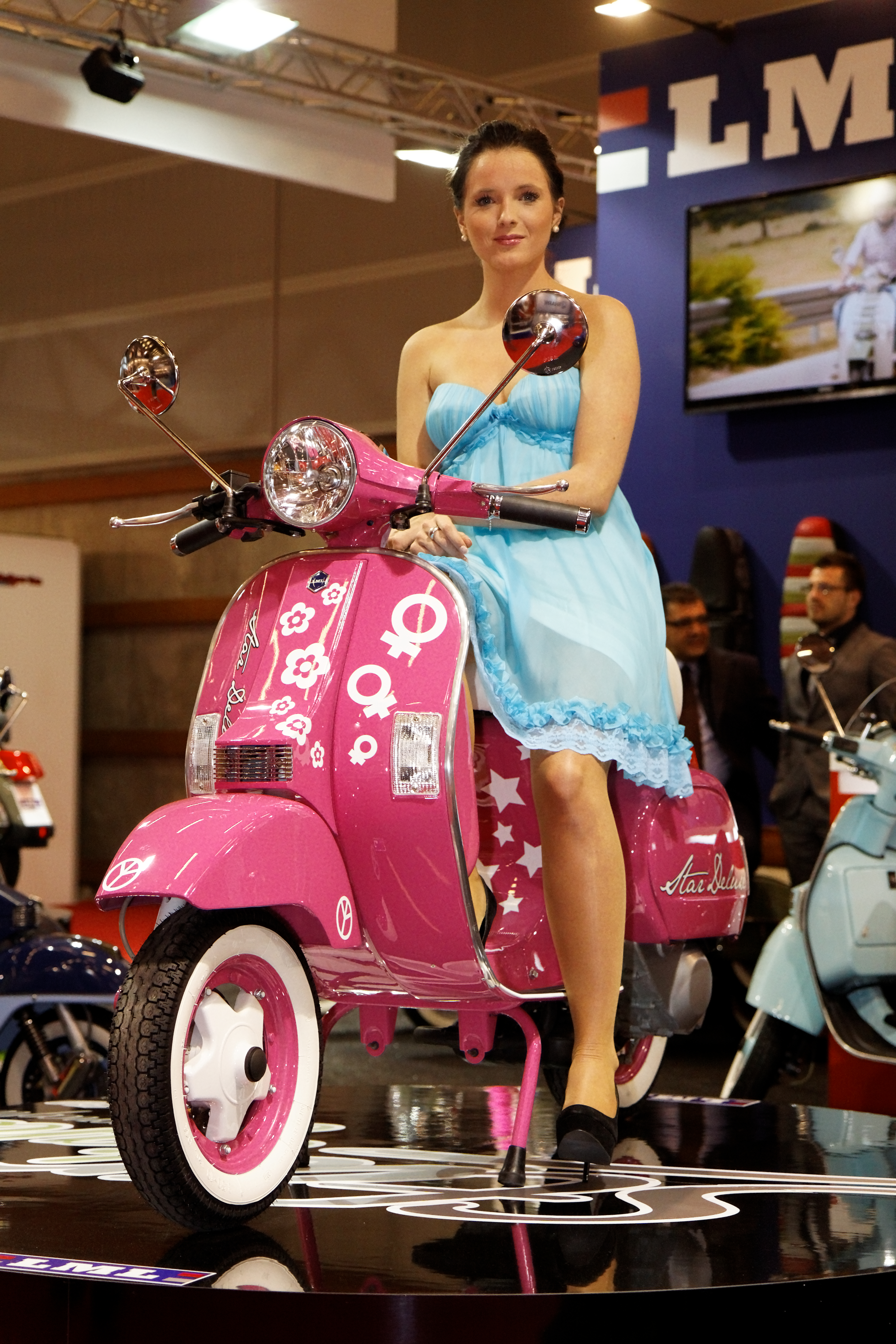
Paris 2011: Präsentation einer LML Sensation Automatik als „LML Star Deluxe“.

Wegen des Verkaufserfolgs der Star-Modelle wurde 2011 in Paris die geplante Neuauflage der LML Sensation 125 mit Automatikgetriebe basierend auf dem Smallframe-Chassis der LML Sensation (ähnlich Vespa PK) als „LML Star Deluxe“ präsentiert. Laut Website werden bislang aber nur Star-Roller mit PX-Chassis vertrieben.
Laut einem Bericht von ScooterLab.uk ist LML seit Sommer 2017 insolvent.